# Zeiram
Zeiram (ゼイラム?, Zeiramu), noto anche come Zeram  è un film del 1991 diretto da Keita Amemiya.
Nel 1994 è stata prodotta una serie OAV chiamata I.R.I.A - Zeiram the Animation, che si pone come prequel del film, nonché un sequel del film Zeiram 2. In Italia è stato distribuito direttamente in DVD da Yamato Video assieme alla serie OAV.

## Trama
Iria è una bellissima cacciatrice di taglie, proveniente da un altro pianeta, che arriva sulla Terra per portare a termine la propria battaglia con Zeiram, una invincibile creatura aliena. Insieme a due terrestri, gli elettricisti Kamiya e Teppei, Iria e Zeiram rimangono intrappolati in una dimensione parallela chiamata la "zona", e dotati di un tempo limitato per concludere la propria battaglia.

## Produzione
Nonostante alla sua uscita fosse stato accolto come l'avanguardia del cinema giapponese Tokusatsu, realizzato con grandi mezzi in pellicola 35 mm e budget di 300 milioni di Yen, in realtà ne è risultato 9 milioni.
Le riprese si sono tenute in soli due mesi alla periferia di Chiba, con gli interni della "zona" girati in un supermercato che aveva appena chiuso per bancarotta, per via della possibilità di non poter usufruire dell'affitto di uno studio; nel parcheggio venne girata anche la scena del clone ("Lilliput") di Kamiya
Vista l'ambientazione prevalentemente nell'arco di tempo di una notte, la troupe si rese conto infatti di come i tempi di lavorazione non sarebbero mai potuti essere rispettati con le sole riprese notturne, e da questo deriva l'artificio di Amemiya dei proiettili illuminanti come giustificazione alle riprese diurne del combattimento tra Iria e Zeiram.
Il resto del cast, oltre alla Moriyama, Hotaru, Iguchi e pochi altri, è composto in realtà dai membri dello staff, tra cui molti amici di Amemiya come Yasushi Nirasawa, Katsuya Terada, ed il mangaka Masakazu Katsura in un cameo (è il passante che all'inizio del film urta Iria facendole cadere le mele).